# Hillested Sogn
Hillested Sogn 
ist eine Kirchspielsgemeinde (dän.: Sogn)
auf der Insel Lolland im südlichen Dänemark.
Bis 1970 gehörte sie zur Harde Fuglse Herred im damaligen Maribo Amt, danach zur Maribo Kommune im Storstrøms Amt, die im Zuge der  Kommunalreform zum 1. Januar 2007 in der Lolland Kommune in der Region Sjælland aufgegangen ist.
Im Kirchspiel leben 394 Einwohner, davon 229 im Kirchdorf (Stand: 1. Januar 2023).
Im Kirchspiel liegt die Kirche „Hillested Kirke“.
Nachbargemeinden sind im Norden Østofte Sogn, im Nordosten Maribo Domsogn, im Osten Bursø Sogn, im Südosten Holeby Sogn, im Süden Sædinge Sogn, im Südwesten Nebbelunde Sogn und im Westen Skørringe Sogn.